# Ядзя
Ядзя (пол. Jadzia) — польский чёрно-белый фильм, комедия 1936 года.

## Сюжет
Две конкурирующие фирмы, производят теннисные ракетки. Совершено случайно дочь и сын владельцев обеих фирм знакомятся. Руководство фирмы «Окша» считает, что Ядзя это знаменитая теннисистка, а не дочь владельца фирмы-конкурента «Малич».

## В ролях
- Ядвига Смосарская — Ядвига Маличувна (Ядзя), дочь Юзефа Малича,
- Юзеф Орвид — Юзеф Малич, председатель фирмы «Малич»,
- Станислав Селяньский — Феликс Выпых, мастер фирмы «Малич»,
- Александр Жабчинский — Ян Окша,
- Мечислава Цвиклиньская — мать Яна, председательница фирмы «Окша»,
- Михал Знич — Кролик, директор фирмы «Окша»,
- Янина Янецкая — Кунегунда,
- Ванда Завишанка — Ядвига Ендрушевская (Ядзя), знаменитая теннисистка,
- Людвик Лидке — скульптор Тарский, друг Яна Окши.